# Маршаллоцереус
Маршаллоцереус (лат. Marshallocereus) — монотипный род суккулентных растений семейства Кактусовые (Cactaceae) произрастающий на территории Коста-Рики, Сальвадора и Гондураса. На 2023 год включает один вид — Marshallocereus aragonii.

## Название
Родовое латинское наименование Marshallocereus дано в честь американского ботаника Уильяма Тейлора Маршалла (англ. William Taylor Marshall, 1886–1957), соучредителя ассоциации «Общество кактусов и суккулентов Америки» (англ. Cactus and Succulent Society of America) и директора Ботанического сада пустыни (англ. Desert Botanical Garden) в Финиксе, штат Аризона, США.
Русскоязычное название является транслитерацией латинского.

## Описание
Marshallocereus aragonii — растение с прямым колонновидным стеблем, который ветвится от основания. Обычно стебли темно-зеленые, блестящие и покрыты воском. При каждом новом приросте, они образуют V-образную форму. Ребра этого растения толстые и округлые, их количество варьирует от 6 до 10. На стеблях находятся мелкие и войлочные ареолы с коричневой или серой шерстью. Радиальные колючки короткие и игольчатые.
Цветки раскрываются ночью и имеют воронковидную форму. Они появляются ближе к верхней части стебля. Наружные листочки околоцветника могут быть от зеленоватого до пурпурного цвета, а внутренние листочки — от розовато-белых до интенсивно-розовых. Цветки содержат огромное количество нектара и опыляются летучими мышами (Glossophaga leptocyneris). Плоды крупные и имеют яйцевидную форму во время созревания. Мякоть плодов может быть белой или красной.

## Таксономия
Marshallocereus Backeb., первое упоминание в Cact. Succ. J. (Los Angeles) 22: 154 (1950).

### Виды
По данным сайта Plants of the World Online на 2023 год, род включает один подтвержденный вид:
- Marshallocereus aragonii (F.A.C.Weber) Backeb.

#### Синонимы (вида)
Гомотипные (основанные на одном и том же номенклатурном типе):
- Cereus aragonii F.A.C.Weber (1902)
- Lemaireocereus aragonii (F.A.C.Weber) Britton & Rose (1920)
- Neolemaireocereus aragonii (F.A.C.Weber) Backeb. (1944)
- Pachycereus aragonii (F.A.C.Weber) P.V.Heath (1992)
- Stenocereus aragonii (F.A.C.Weber) Buxb. (1961)

Гетеротипные (основанные на разных номенклатурных типах):
- Cereus aragonii var. palmatus F.A.C.Weber (1902)
- Pachycereus aragonii var. palmatus (F.A.C.Weber) P.V.Heath (1992)